# دم‌ببریان
دُم‌بَبریان (نام علمی: Synthemistidae) نام یک خانواده از زیرراسته آسیابک است.